# Placa de Cocos
La placa de Cocos és una placa tectònica de la litosfera terrestre. La seva superfície és de 0,07223 estereoradiants, i s'associa generalment a la placa de Rivera.
Cobreix una part de l'est de l'oceà Pacífic incloent l'illa del Coco, a Costa Rica, que ha donat nom a la placa (en anglès, Cocos). No implica cap zona continental i és, per tant, completament oceànica.
La placa de Cocos està en contacte amb les plaques de Rivera, pacífica, de les Galàpagos, de Nazca, de Panamà, del Carib i nord-americana.
Les seves fronteres amb les altres plaques estan principalment formades per la fossa d'Amèrica Central, sobre la costa pacífica d'Amèrica Central, i de les dorsals de les Galàpagos i del Pacífic Est, a l'oceà Pacífic.
El desplaçament de la placa de Cocos es realitza en direcció a l'est, a una velocitat de 8,55 cm cada any, a una velocitat de rotació d'1,9975° per cada milió d'anys, segons un pol eulerià situat a 36° 82' de latitud Nord i 108°63' de longitud Oest (referència: placa pacífica).
La placa de Cocos, juntament amb les plaques de Juan de Fuca, de Nazca, de la Rivera, de l'explorador i de Gorda, constitueixen les restes de la placa de Farallon que durant el Juràssic, per subducció, pràcticament va anar desapareixent del tot a sota del continent americà.